# Etrema firma
Etrema firma é uma espécie de gastrópode do gênero Etrema, pertencente à família Clathurellidae.